# Estació de Sant Martí de Provençals
Sant Martí de Provençals és una estació de les línies T5 i T6 de la xarxa del Trambesòs semisoterrada situada al costat mar de la Gran Via de les Corts Catalanes al districte de Sant Martí de Barcelona i es va inaugurar el 14 d'octubre de 2006 amb l'obertura de la T5 entre Glòries i Besòs. La T6 hi circula des del 20 de febrer de 2012.
| Trambesòs                  |            |                       |       |                        |
| Procedència/Destinació     | <          | Línia                 | >     | Procedència/Destinació |
| Ciutadella - Vila Olímpica | Espronceda |                       | Besòs | Gorg                   |
| Ciutadella - Vila Olímpica | Espronceda | Estació de Sant Adrià | Besòs |                        |

## Accessos de l'estació

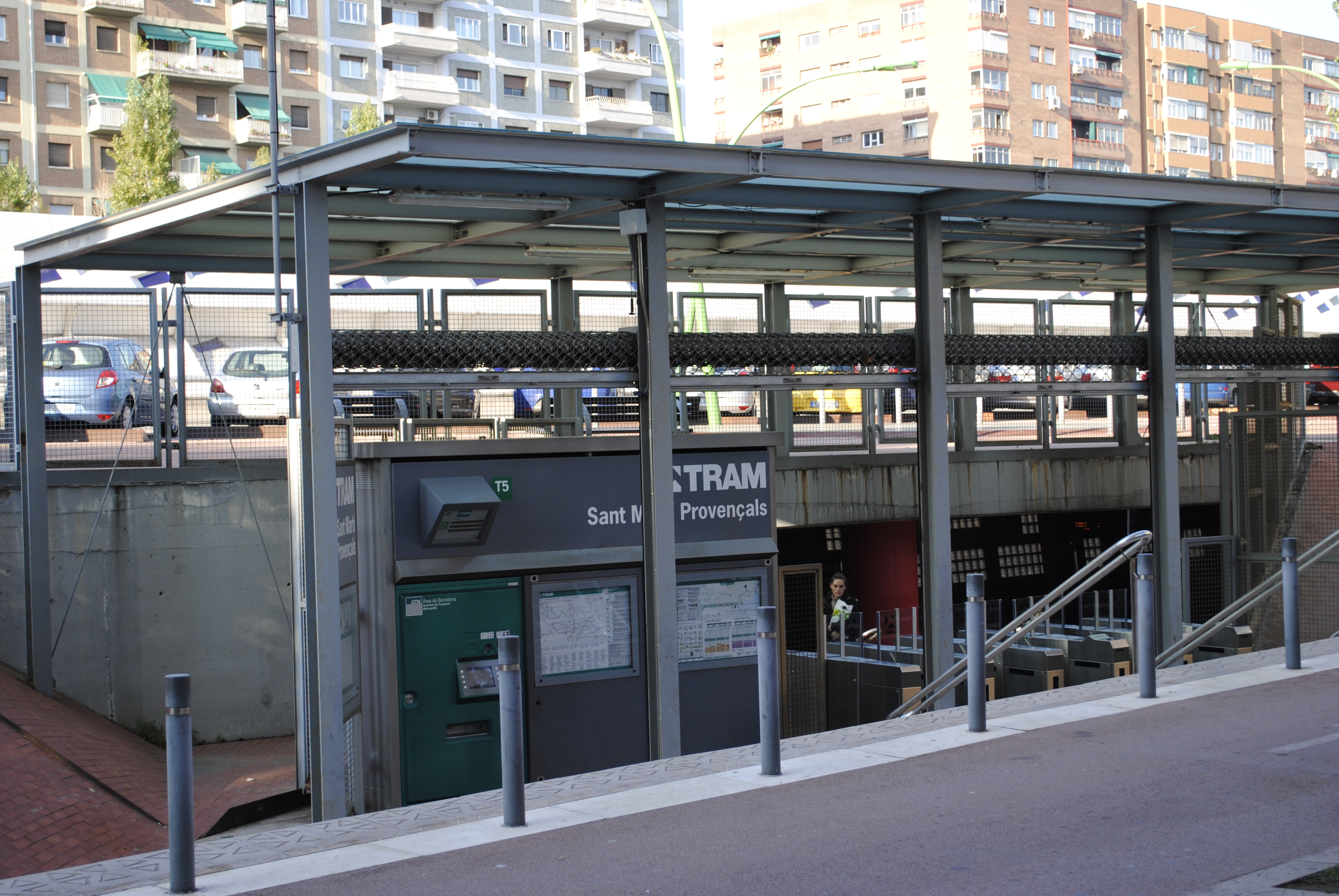
Entrada de l'estació des de la Gran Via

- Gran Via de les Corts Catalanes